# Mondevert
Mondevert település Franciaországban, Ille-et-Vilaine megyében. Lakosainak száma 806 fő (2022. január 1.). Mondevert Argentré-du-Plessis, Bréal-sous-Vitré, Erbrée és Le Pertre községekkel határos.

## Népesség
A település népességének változása:
| Lakosok száma | 315  | 357  | 458  | 715  | 806  | 811  | 819  | 820  | 817  | 806  |
|               | 1968 | 1982 | 1990 | 2006 | 2013 | 2015 | 2017 | 2019 | 2020 | 2022 |